# 아일랜드 전국교사기구
아일랜드 전국교사기구(아일랜드어: Cumann Múinteoirí Éireann 쿠먼 문티르 에런, 영어: Irish National Teachers' Organisation; INTO)는 아일랜드 최대의 교사 노동조합이다. 1868년 세워졌으며 본부는 더블린 파르넬 광장에 있다. 현재 INTO 총재는 로세나 조던(Rosena Jordan)이고 사무장은 남아일랜드에 셸리아 누넌(Sheila Nunan), 북아일랜드에 게리 머피(Gerry Murphy)이다.